# 中部国際空港連絡鉄道橋
中部国際空港連絡鉄道橋（ちゅうぶこくさいくうこうれんらくてつどうきょう）は、愛知県常滑市にある名鉄空港線のりんくう常滑駅 - 中部国際空港駅間にある鉄道橋。中部国際空港（空港島）と空港対岸部の中部臨空都市（前島）を結ぶため、伊勢湾上に架けられた海上橋である。

## 概要
- 種別 - プレストレストコンクリート鉄道橋
- 形式 - 連続ラーメン箱桁×1連 / 4径間連続ラーメン箱桁×2連
- 橋長 - 1,076m
- 幅員 - 9.46m
- 最大支間 - 100m
- 線数 - 複線
- 架設工法 - プレキャストセグメントを用いた片持ち架設工法
- 事業主体 - 鉄道建設・運輸施設整備支援機構
- 完成年度 - 2003年（平成15年）